# Lucien Gaulard

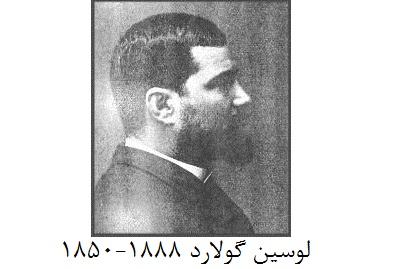
Lucien Gaulard

Lucien Gaulard (Parijs, 16 juli 1850 - aldaar, 26 november 1888) was een Frans wetenschapper en uitvinder van toestellen (later transformatoren genoemd) om elektriciteit in de vorm van wisselstroom te transporteren.

## Levensloop
De vermogenstransformator die Gaulard samen met zijn Engelse collega John Dixon Gibbs ontwikkelde werd in 1881 tentoongesteld in Londen, waar het de interesse wekte van verscheidene wetenschappers, waaronder de Amerikaan George Westinghouse. In 1884 deden ze hetzelfde in Turijn, waar het werd gebruikt voor een elektrisch verlichtingsysteem.
In 1882, 1884 en 1885 probeerden Gaulard en Gibbs octrooi aan te vragen voor hun transformator ontwerpen, maar deze werden telkens afgewezen door bezwaarschriften van Sebastian Ziani de Ferranti en anderen. Hierdoor werd in Frankrijk zijn innovatieve werk niet herkend en raakte Gaulard in een diepe depressie. Gaulard stierf op 38-jarige leeftijd in een psychiatrisch ziekenhuis en er werd gezegd dat hij zijn verstand was kwijtgeraakt vanwege de verloren patentrechten op zijn uitvindingen.

## Prestatie
Hoewel transformatoren rond 1880 niet nieuw waren, was het ontwerp van Gaulard en Gibbs wel een van de eerste die grote hoeveelheden vermogen kon verwerken en had het in zich om eenvoudiger gemaakt te worden.
Westinghouse importeerde een aantal Gaulard-Gibbs transformatoren en een Siemens wisselstroomdynamo en begon ermee te experimenteren in zijn bedrijf in Pittsburgh. In 1885 bouwt William Stanley Jr., een werknemer van Westinghouse, de eerste praktische transformator die gebaseerd was op Gaulards idee en gezien wordt als voorganger van de moderne transformator.